# 安纳
安纳，是西班牙巴伦西亚自治区巴伦西亚省的一个市镇。总面积21平方公里，总人口2742人（2001年），人口密度131人/平方公里。